# Joe Viskocil
Joseph William „Joe“ Viskocil (* 21. Dezember 1952; † 11. August 2014 in Los Angeles, Kalifornien) war ein US-amerikanischer Spezialeffektkünstler.

## Leben
Viskocil begann seine Karriere Mitte der 1980er Jahre und hatte sein Spielfilmdebüt 1983 mit Ivan Reitmans Komödie Ghostbusters – Die Geisterjäger. 1997 gewann er gemeinsam mit Volker Engel, Douglas Smith und Clay Pinney den Oscar in der Kategorie Beste visuelle Effekte für Roland Emmerichs Independence Day. Bei den BAFTA Film Award war Independence Day in der Kategorie Beste visuelle Effekte jedoch Jan de Bonts Twister unterlegen.
Viskocil, der sich innerhalb der Spezialeffekte auf die Pyrotechnik spezialisiert hatte, starb 2014 im Alter von 61 Jahren in Los Angeles.

## Filmografie (Auswahl)
- 1984: Ghostbusters – Die Geisterjäger (Ghostbusters)
- 1985: House – Das Horrorhaus (House)
- 1987: Masters of the Universe
- 1989: Abyss – Abgrund des Todes (The Abyss)
- 1991: Barton Fink
- 1991: Terminator 2 – Tag der Abrechnung (Terminator 2: Judgment Day)
- 1992: Toys
- 1995: Vernetzt – Johnny Mnemonic (Johnny Mnemonic)
- 1996: Independence Day
- 1997: Alien – Die Wiedergeburt (Alien: Resurrection)
- 1999: Arlington Road
- 2002: Star Trek: Nemesis (Star Trek Nemesis)
- 2004: Team America: World Police
- 2011: Source Code

## Auszeichnungen (Auswahl)
- 1997: BAFTA-Film-Award-Nominierung in der Kategorie Beste visuelle Effekte für Independence Day
- 1997: Oscar in der Kategorie Beste visuelle Effekte für Independence Day